# Riedeliops gardneri
Riedeliops gardneri is een keversoort uit de familie bladrolkevers (Attelabidae). De wetenschappelijke naam van de soort werd in 1931 gepubliceerd door Marshall.